# Крейн, Уолтер
Уолтер Крейн (англ. Walter Crane) (15 августа 1845, Ливерпуль  — 14 марта 1915, Хоршем, Западный Суссекс) — художник английского модерна, график, архитектор-декоратор, живописец, художник по тканям и теоретик искусства.

## Биография
Родился 15 августа 1845 года в Ливерпуле в семье живописца и миниатюриста Томаса Крейна (1808—1859). Его сестра, Люси, была писательницей и историком искусства. Вскоре семья Крейнов перебралась в Девоншир, а в 1857 году переехала в Лондон. Первым учителем Крейна был его отец. После смерти Томаса Крейна в 1859 году Уолтер стал учеником гравёра Уильяма Джеймса Линтона. Тот оценил высокое исполнительское качество работ юноши и помог ему получить первые заказы.
Участник чартистского движения, Линтон познакомил Крейна с политическим и религиозным деятелем Дж. Р. Уайзом, чьи радикальные взгляды в значительной степени повлияли на мировоззрение художника и его увлечение социалистическими идеями. Уайз первым познакомил Крейна с поэзией Шелли, которая, по словам самого художника, «сделала его бунтарём», а также с трудами Джона Рёскина, в те годы активного идеолога движения прерафаэлитов.

## Творческий путь
В 1862 году Крейн дебютировал на выставке в Королевской Академии художеств своей картиной «Леди Шалотт». Вскоре он стал одним из лидеров группы молодых художников, объединённых восхищением творчеством Бёрн-Джонса и Симеона Соломона. Критики презрительно окрестили их «группой поэтов без школы грамматики», намекая на незрелость их стиля. Их работы регулярно отклонялись жюри выставок Королевской Академии, и молодые художники экспонировали свои полотна в более либеральной Галерее Дадли. В течение 1870-х годов Крейн также активно участвовал в выставках Общества акварелистов, а с 1877 года показывал свои работы в Галерее Гросвенор и в Новой Галерее.

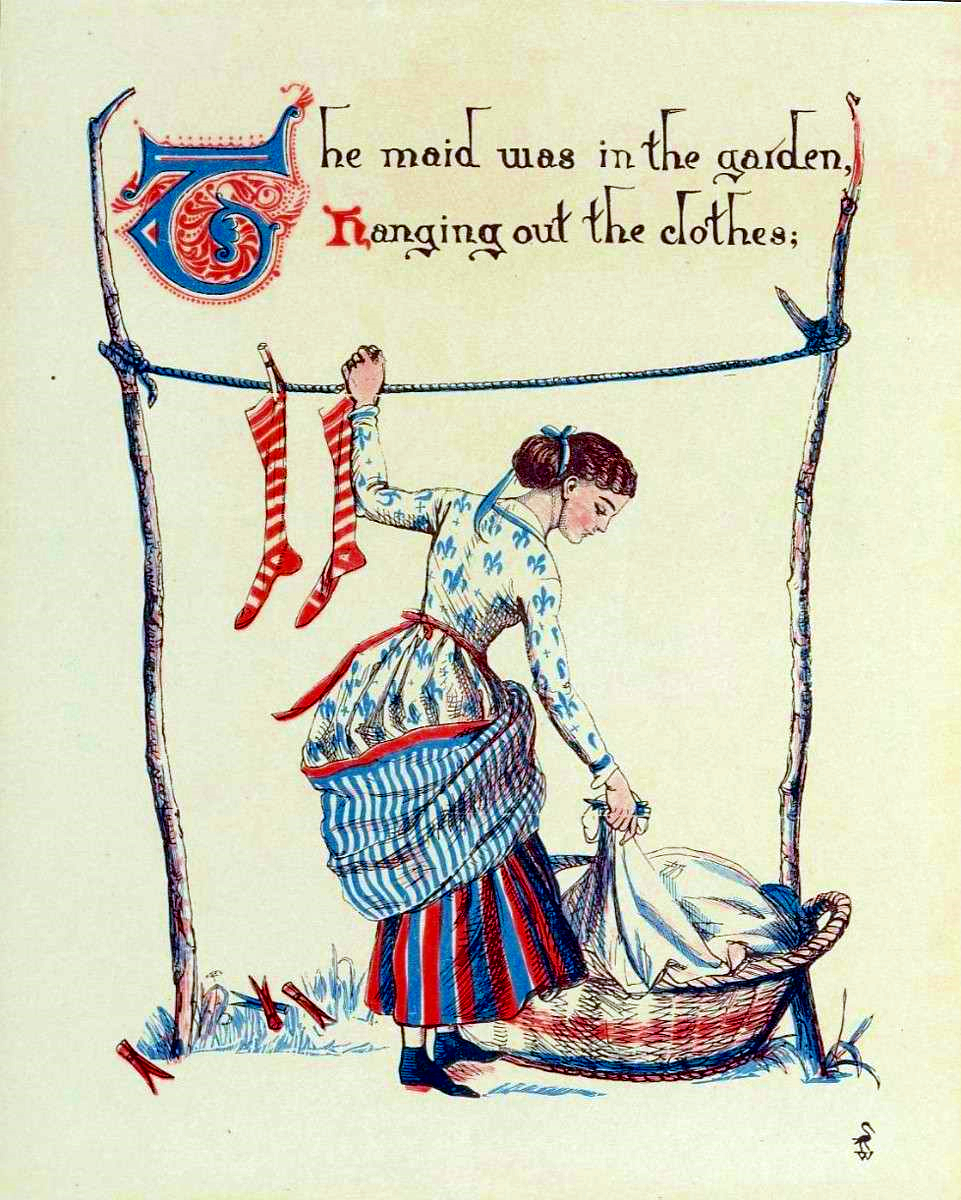
Иллюстрация к детской песенке «Sing A Song Of Sixpence» (Птицы в пироге). 1864

В 1871 году художник женился и осенью того же года отправился в свадебное путешествие по Италии. По дороге в Рим он побывал в Вероне и Венеции, изучая полотна Мантеньи, Карпаччо и Беллини, а также во Флоренции, где пришёл в восхищение от картин Боттичелли «Весна» и «Рождение Венеры», представленных в Галерее Уффици, тогда ещё не на самых почётных местах. (Позднее он выразил свой восторг, написав собственное «Рождение Венеры», пожалуй, самую «итальянскую» из его картин, показанную на первой выставке в Галерее Гросвенор и купленную художником Джорджем Фредериком Уоттсом.) В Риме Крейн приступил к работе над одной из самых сложных и символичных своих работ — «Смерть Года» (1872). Картина навеяна одноимённой поэмой Шелли, написанной в 1821 году и изданной посмертно. На картине изображены аллегорические фигуры месяцев, сопровождающих катафалк с телом мёртвого года. Во главе процессии идут две фигуры — Время в образе священника, читающего поминальную молитву, и Любовь, крылатая фигура с кадилом в руке. «Смерть года» определила интерес художника к мистической символике, что сближает его искания с творчеством Эдварда Бёрн-Джонса, перед талантом которого Крейн преклонялся.

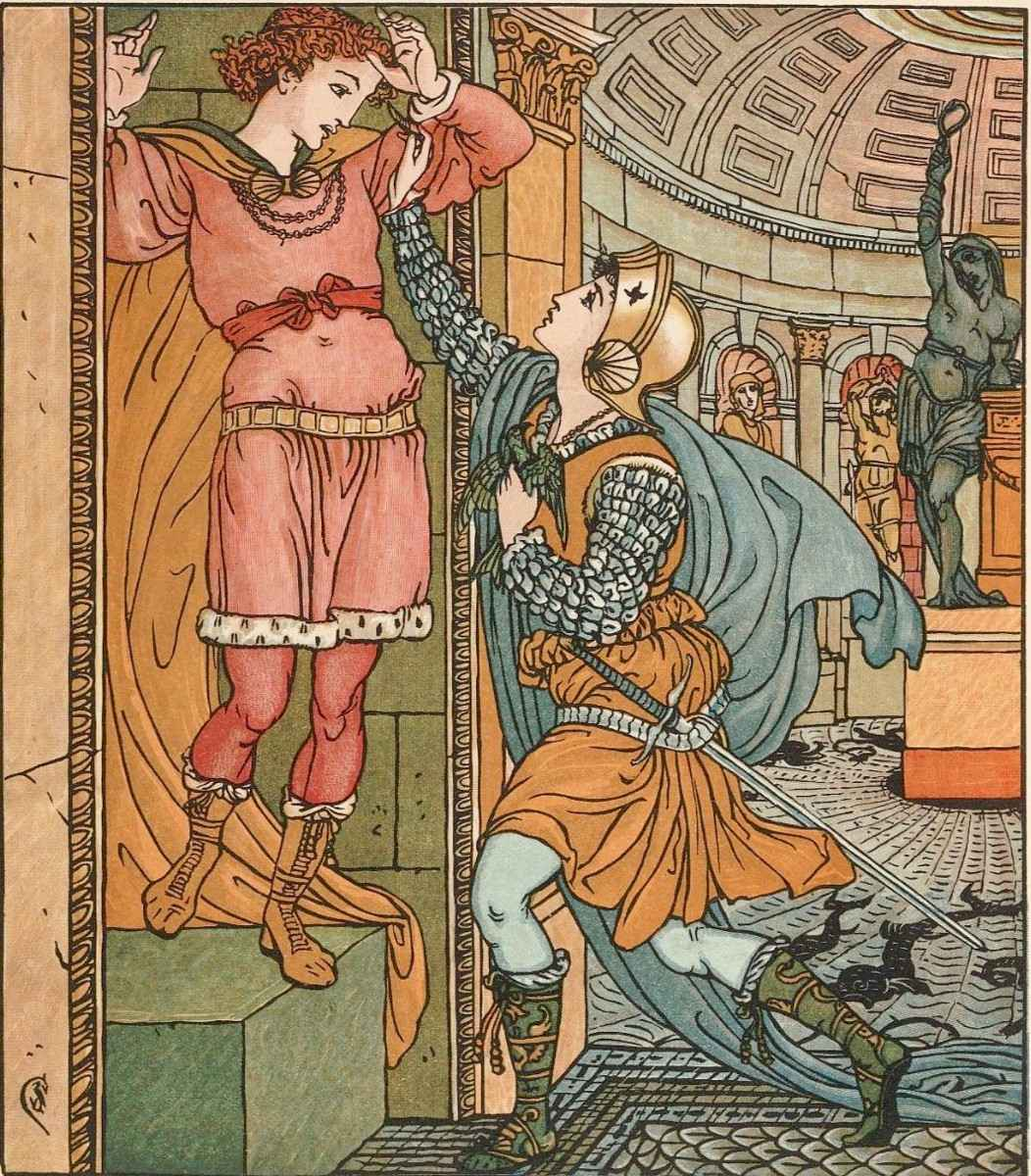
Иллюстрация к сказке «Принцесса Белль-Этуаль»

В 1871 году Крейн познакомился с Бёрн-Джонсом и Уильямом Моррисом. Последний также придерживался социалистических взглядов и на долгие годы стал близким другом художника, а его статья «Искусство и социализм» оказала на мировоззрение Крейна огромное влияние. Вместе с Моррисом он принял активное участие в движении за возрождение традиционных искусств и забытых ремёсел и тем самым внёс значительный вклад в развитие декоративного искусства.
В 1882 году Крейн стал членом организованной Артуром Макмердо и Селвином Имиджем «Гильдии века». Он выполнял рисунки для обоев, разрабатывал эскизы шпалер, витражей и керамических плиток, занимался проектированием архитектурных интерьеров (слово «дизайн» художники модерна не употребляли). В оформлении интерьера Крейн стремился достичь гармонии целого, начиная от основных линий ансамбля и кончая простейшими бытовыми предметами, опираясь при этом на исследования в области линии и цвета. В 1883 году художник стал одним из организаторов и первым президентом «Общества искусств и ремёсел», цель которого он видел в том, чтобы «превратить художников в ремесленников, а ремесленников — в художников». В задачи общества входила организация выставок произведений прикладного искусства с целью их популяризации. Среди членов общества были также Уильям Моррис, Эдвард Бёрн-Джонс, Хейвуд Самнер, Филипп Уэбб, Эдвард-Онслоу Форд и другие художники.

## Иллюстратор

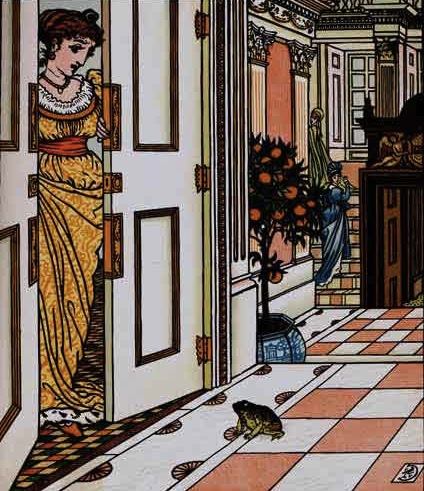
Иллюстрация к сказке «Король-лягушонок». 1874

Крейн был весьма разносторонним художником и преуспел во многих областях искусства, однако наиболее ощутимый вклад он внес в английскую книжную графику. В начале 1860-х годов художник познакомился с издателем Эдмундом Эвансом, пионером недорогой цветной печати. Вместе они начали массовое производство детских книг на дешёвой бумаге, а потому доступных даже людям с малым достатком. Изысканное художественное оформление, великолепное знание детской психологии и невысокая цена продукции тандема Эванс-Крейн вскоре сделали первого богатым, а второго широко известным. В 1870-х годах Крейн выполнил целый ряд детских книжек-тетрадок для лондонского издательства «Джордж Роутлидж и сыновья», которые ещё более упрочили его успех и сделали одним из самых популярных художников книги. Крейн выполнил более 50 богато иллюстрированных книг для детей. 
Графический стиль Крейна явился отражением его интереса к искусству Ренессанса, что проявилось в первую очередь в изображении костюмов и интерьеров. Он также испытал значительное влияние японской гравюры с её линеарностью и локальным цветовым решением, что, по мнению художника, абсолютно соответствовало особенностям детского восприятия.

## Зрелые годы. Крейн-теоретик
В 1895 году Крейн был избран почётным членом Мюнхенской Академии изобразительных искусств. В течение многих лет художник выполнял обязанности директора Манчестерской Школы искусств; в 1897—1898 годах он также непродолжительное время возглавлял Королевский художественный колледж, преподавал в Школе ремёсел Южно-Кенсингтонского музея. Однако невозможность совмещать административную деятельность и художественное творчество вынудила его оставить эту должность.
Уолтер Крейн был литературно одарённым человеком и теоретиком искусства. Он писал публицистические и критические статьи. Свои теоретические взгляды изложил в работах «Задачи декоративного искусства» (1892), «Декоративная книжная иллюстрация» (1896), «Основы рисунка» (1898), «Линия и форма» (Line and Form, 1900). Последняя имела особенно важное значение для развития теории искусства и, в частности, теории формообразования в изобразительном и декоративном искусствах. Крейн одним из первых разграничил понятия графического и живописного начал изобразительного процесса и теоретически обосновал специфику искусства рисунка и графики.
В 1907 году увидела свет книга воспоминаний художника.

## Политические взгляды
В политике Крейн придерживался левых взглядов. Исповедуя марксизм, художник, вместе с тем, отвергал идею достижения социализма революционным путём, считая, что смена общественных формаций должна произойти через образование и просвещение рабочих масс. Он был членом Независимой лейбористской партии, принимал активное участие в издании партийной литературы. Активная жизненная позиция удивительным образом сочеталась в нём с кротостью характера, деликатным, почти нежным отношением к близким людям, что отмечают в своих воспоминаниях многие его современники.

## Смерть Крейна
В декабре 1914 году на Крейна обрушилось несчастье: его жена Мэри погибла под колесами поезда. Художник был глубоко потрясён смертью любимой женщины, с которой прожил 44 года. Не пережив утраты, он умер три месяца спустя, 14 марта 1915 года, в Хоршемской больнице.

## Галерея

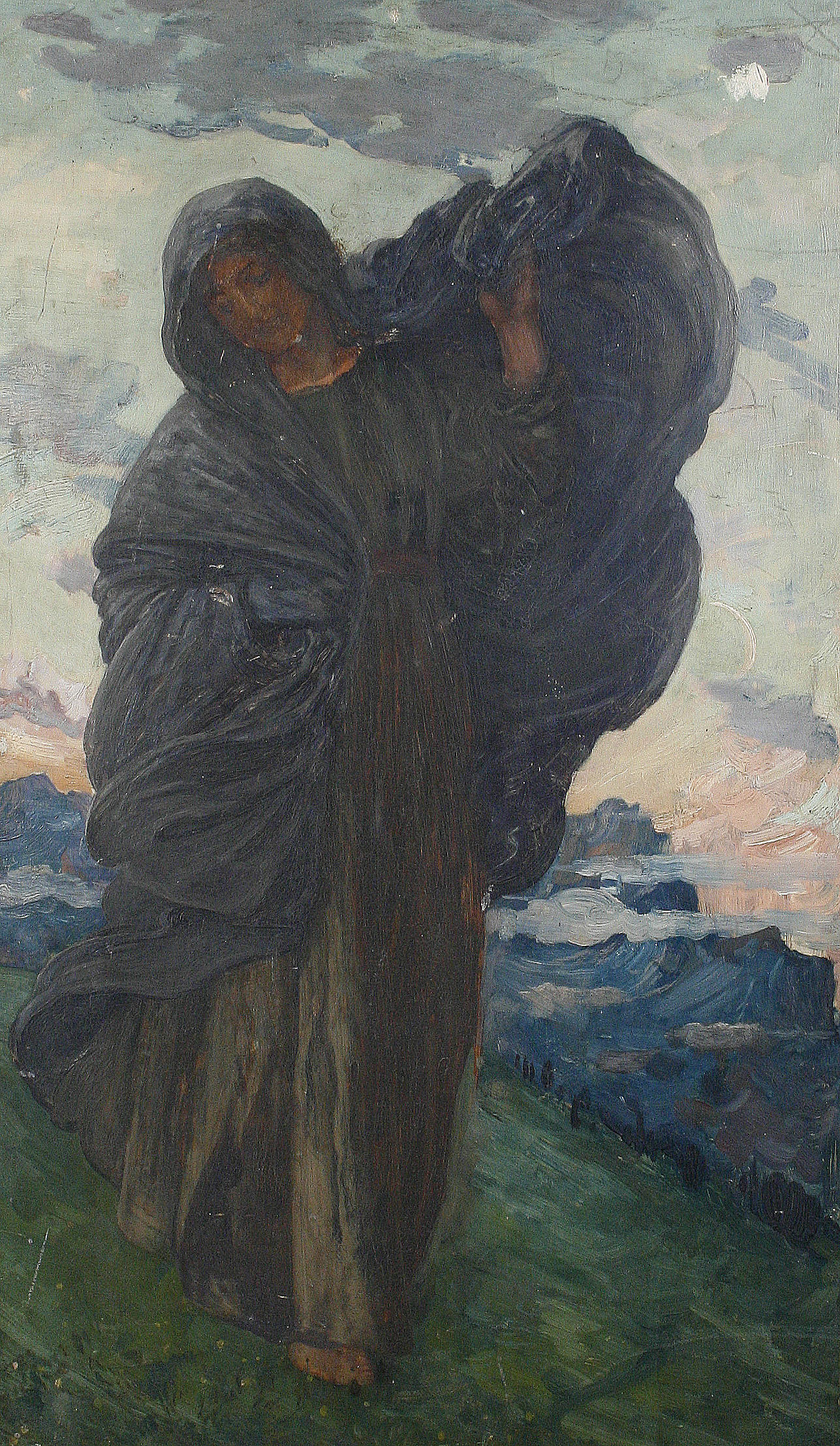
Зима. 1870
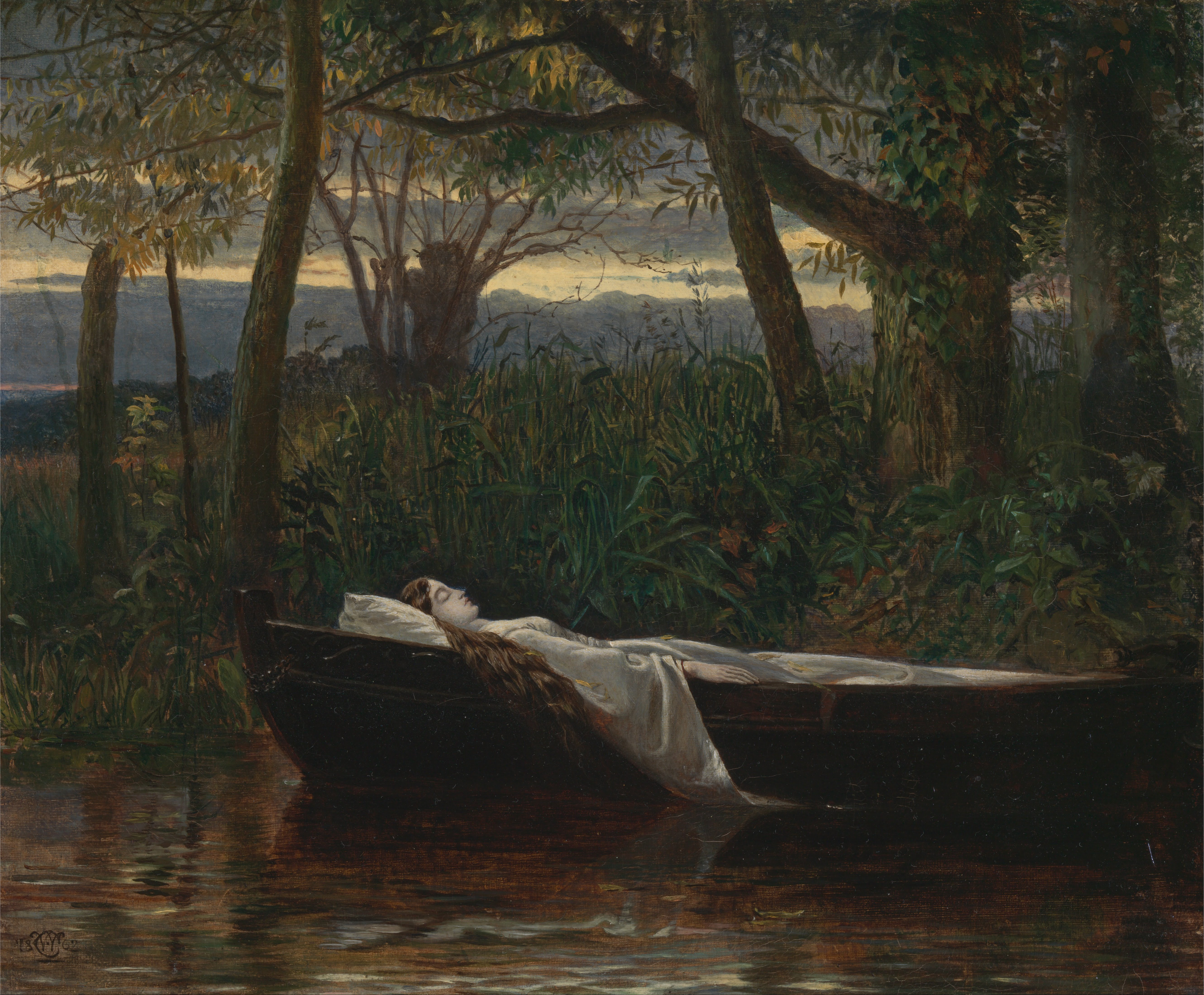
Волшебница Шалот. 1862
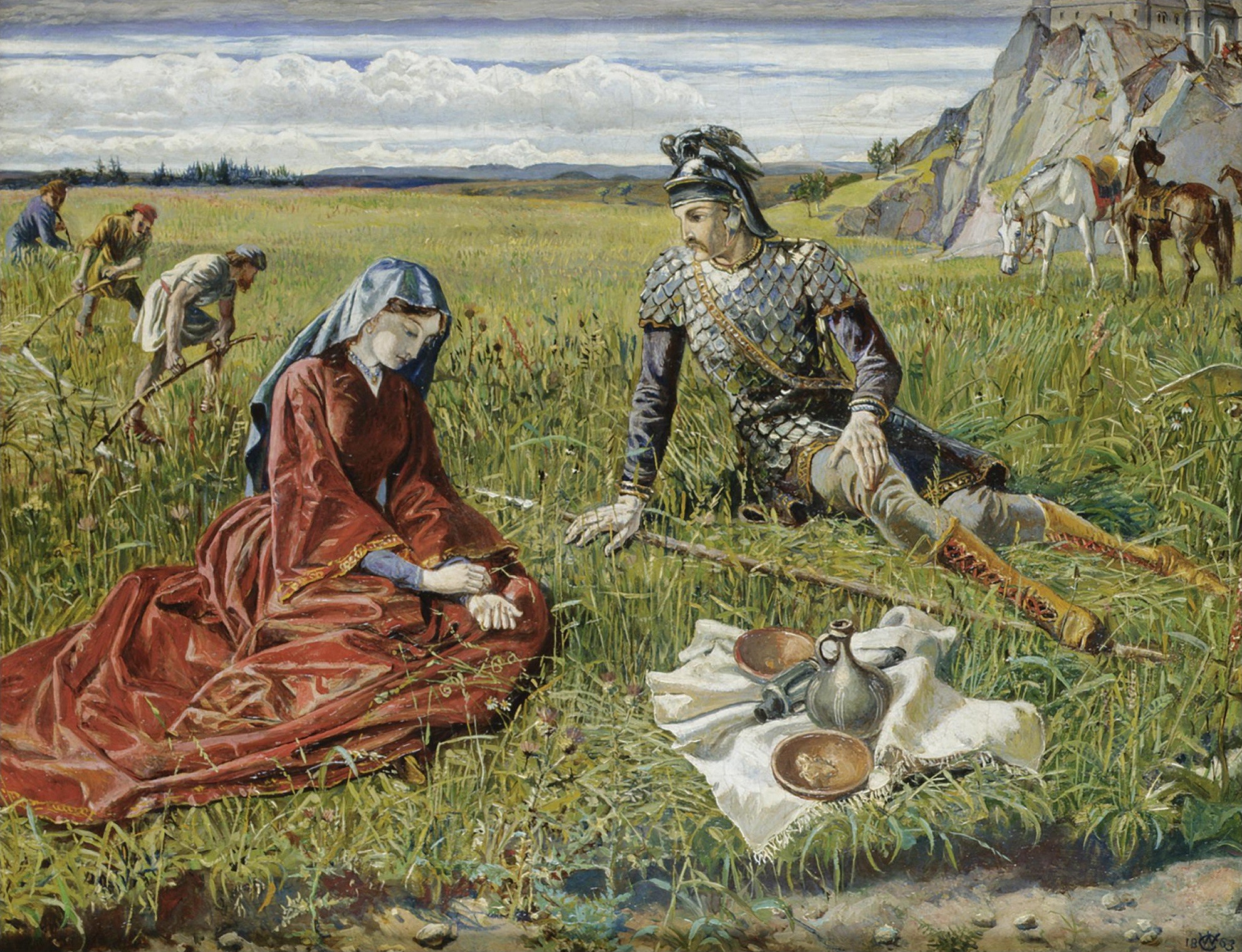
Руфь и Вооз. 1863
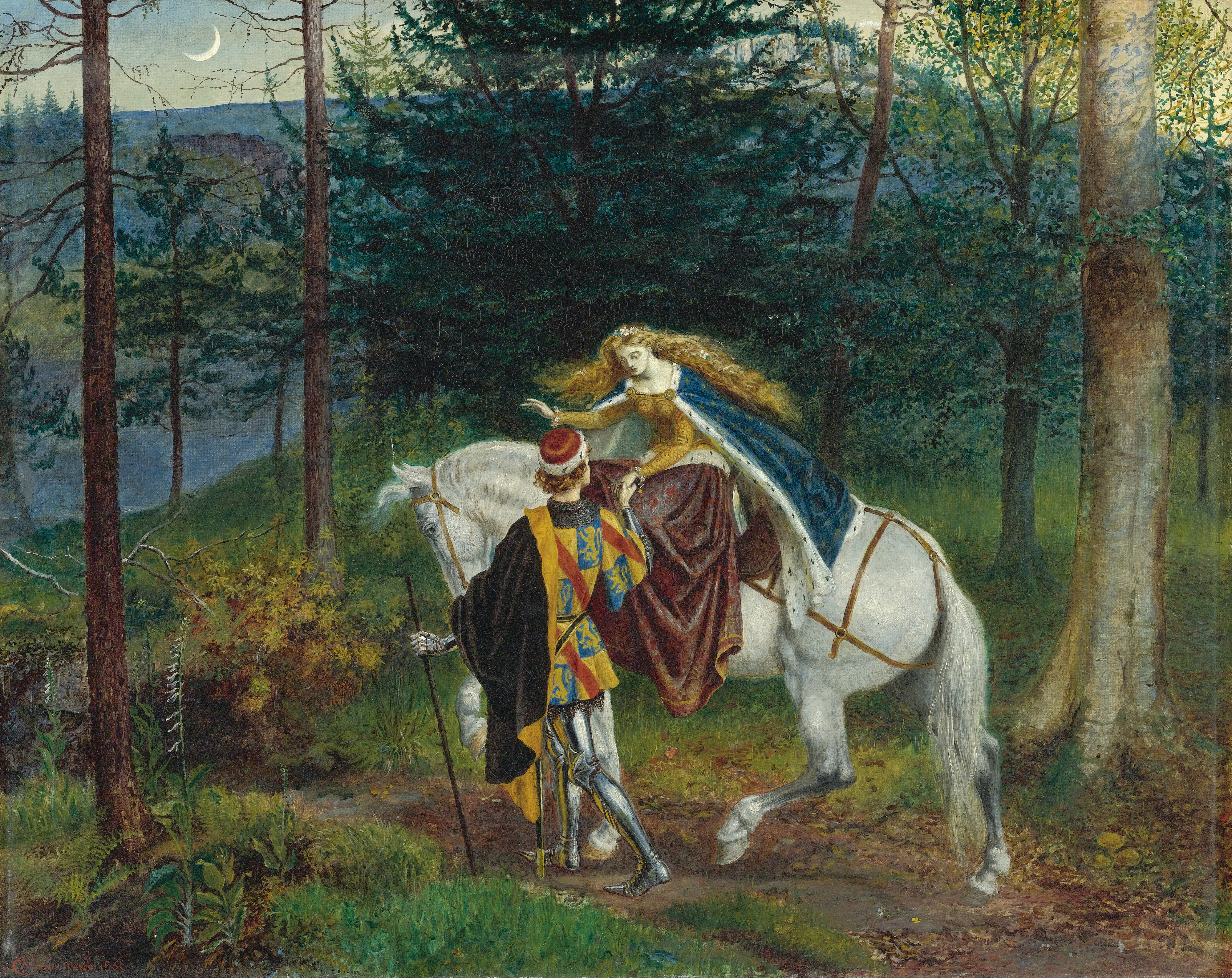
Прекрасная дама, не знающая милосердия. 1865
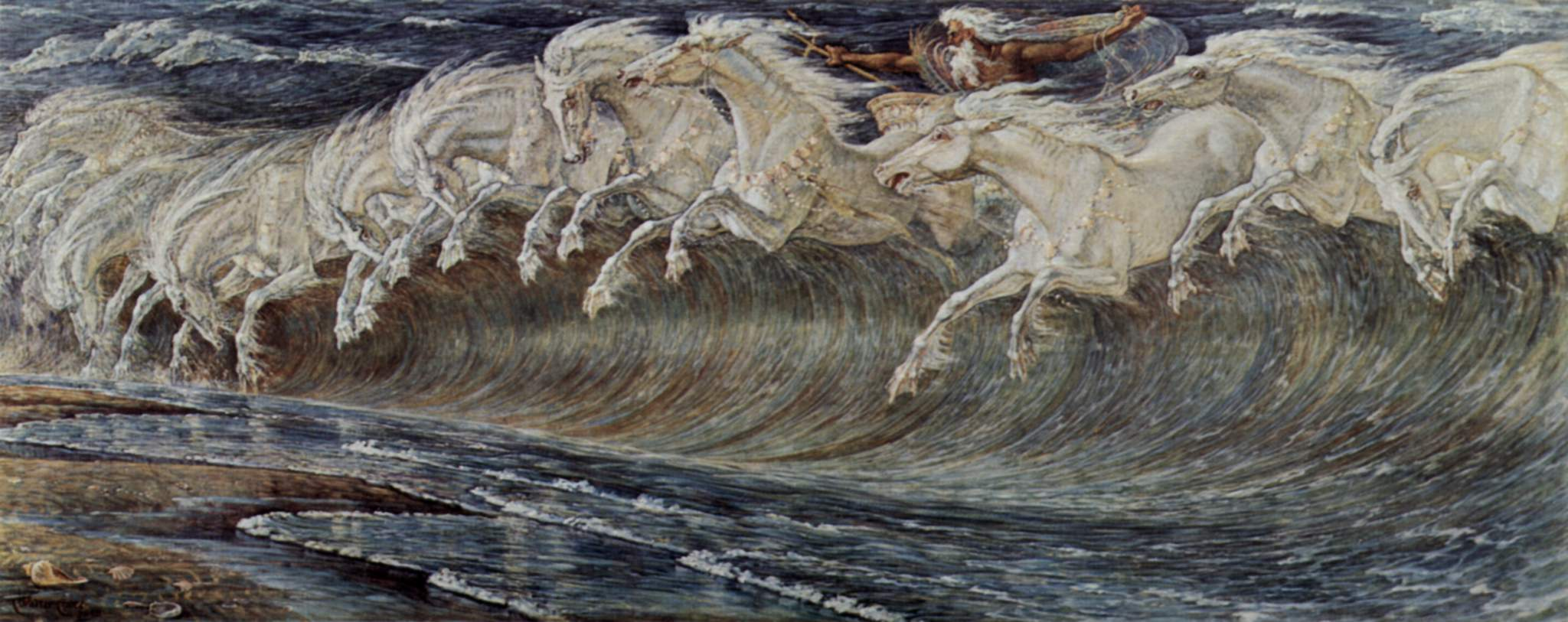
Кони Нептуна. 1892
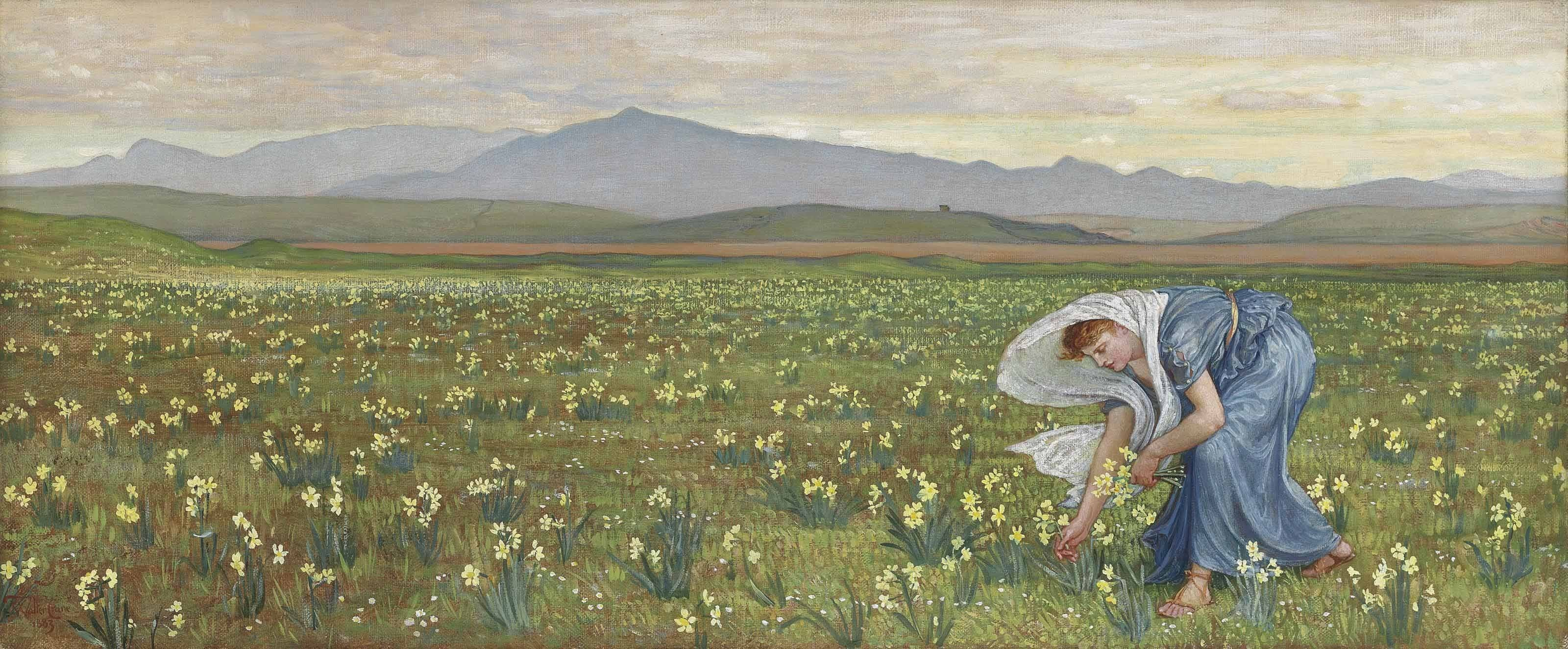
Весна. 1883
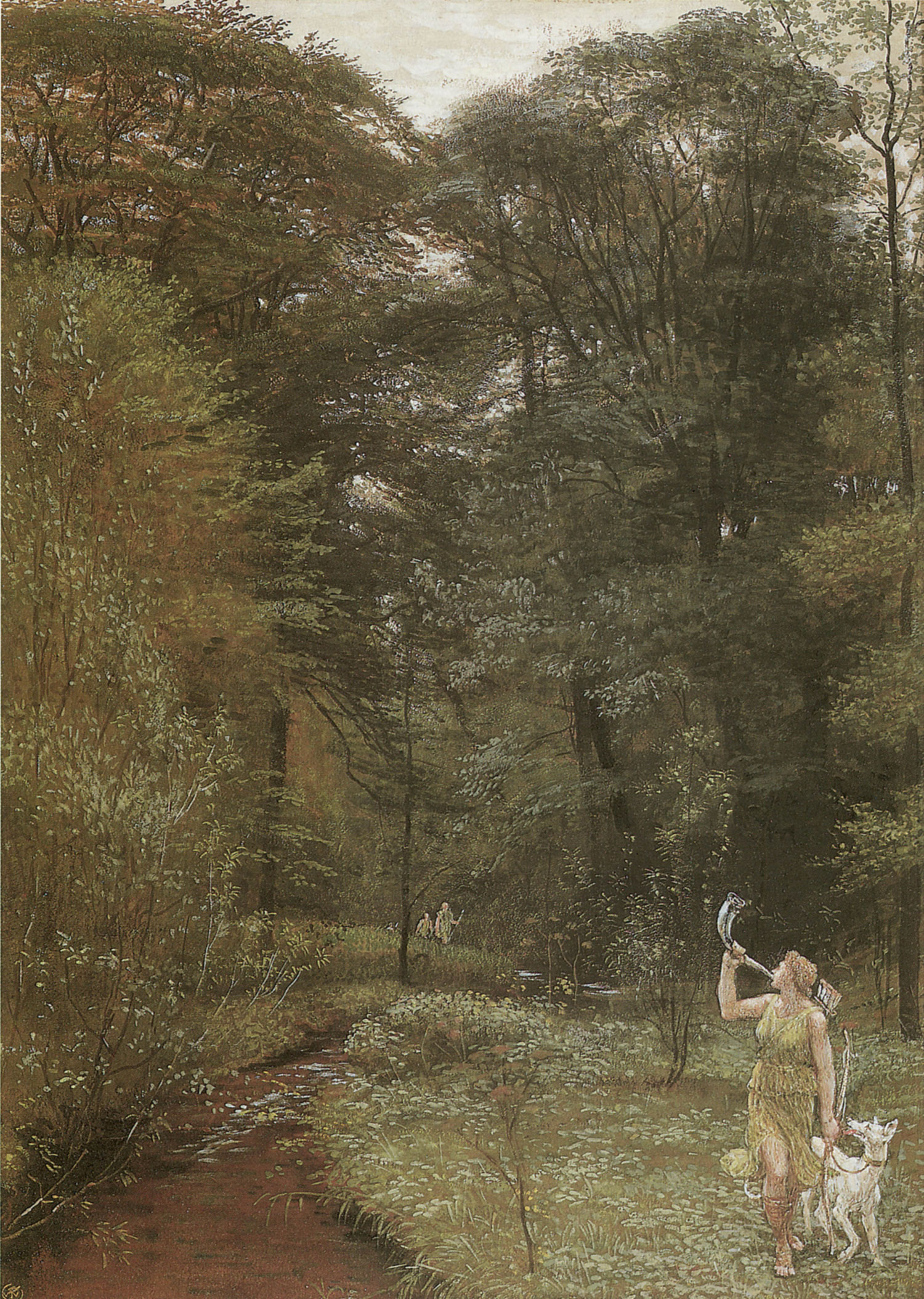
Диана. 1881
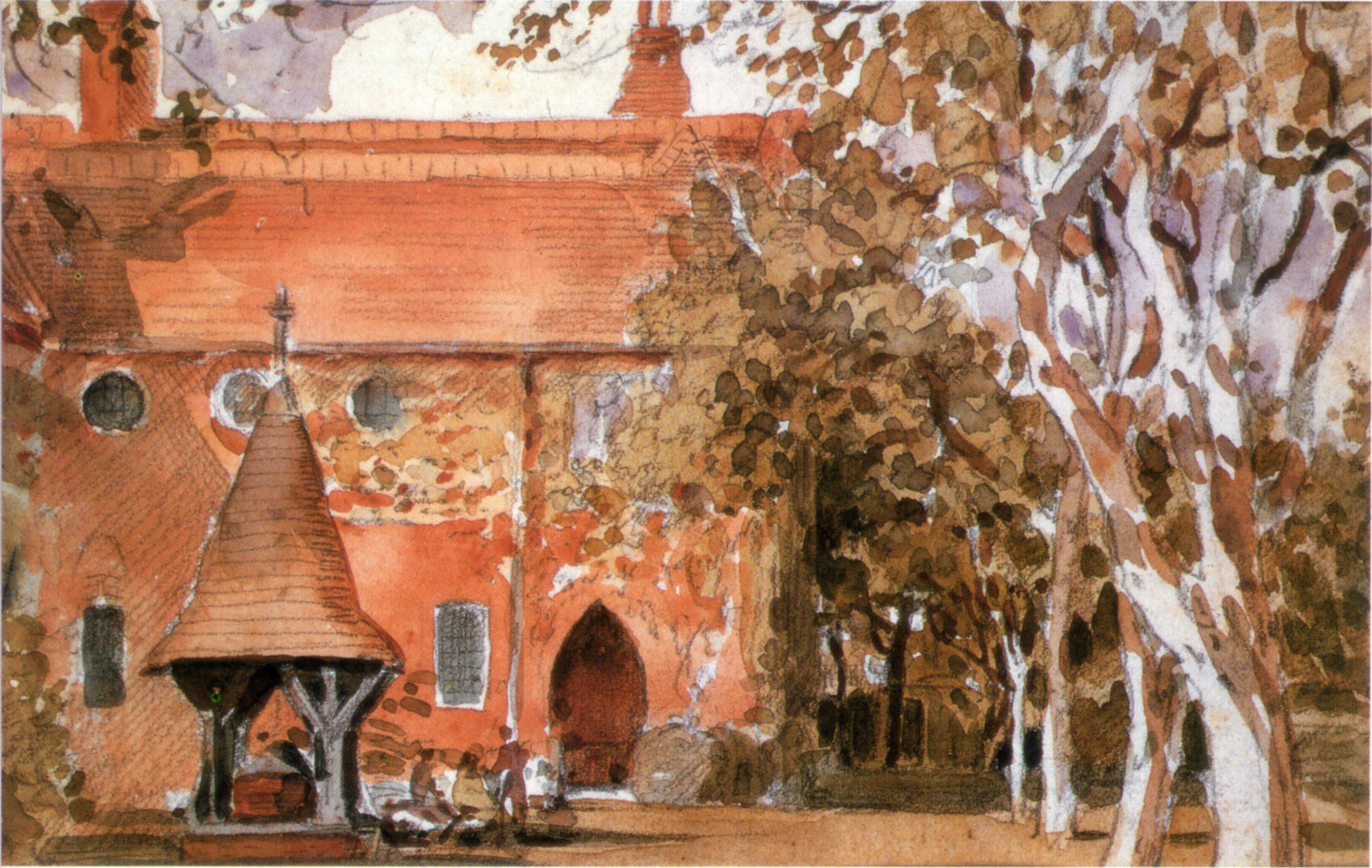
Красный дом Уильяма Морриса